# Adrenaline (album)
Adrenaline è il primo album in studio del gruppo musicale statunitense Deftones, pubblicato il 3 ottobre 1995 dalla Maverick Records.
Nel 2023 la rivista Loudwire l'ha inserito al ventiseiesimo posto nella sua lista dei 50 migliori album nu metal di sempre.

## Descrizione
Tre brani del disco, Root, 7 Words e Engine No. 9, sono in realtà rifacimenti di canzoni del demo (Like) Linus del 1993. Adrenaline viene ritenuto uno degli album iniziatori delle coordinate musicali del genere nu metal. Il critico musicale Piero Scaruffi lo ha inserito al 33º posto nella sua classifica dei migliori album metal di tutti i tempi.
Il brano Engine No. 9 è stato reinterpretato dal vivo anche dai Korn, mentre i Suicide Silence hanno registrato una cover in stile deathcore, inserita nell'EP Green Monster (2008).

## Promozione
Dall'album non è stato estratto alcun singolo per il commercio, ma sono usciti in via promozionale i brani 7 Words e Bored, mai trasmessi dalle radio e dalle TV musicali. A causa della scarsa pubblicità che ricevette, inizialmente il disco vendette un numero esiguo di copie. In seguito però, con il crescere della popolarità del gruppo, le vendite aumentarono, tanto che Adrenaline fu certificato disco di platino dalla RIAA e rimane, insieme ai successivi Around the Fur e White Pony, l'album di maggior successo del gruppo.

## Tracce
Testi di Camillo Moreno, musiche di Stephen Carpenter, Abe Cunningham, Chi Cheng e Camillo Moreno.
1. Bored – 4:06
2. Minus Blindfold – 4:04
3. One Weak – 4:29
4. Nosebleed – 4:26
5. Lifter – 4:43
6. Root – 3:41
7. 7 Words – 3:44
8. Birthmark – 4:19
9. Engine No. 9 – 3:25
10. Fireal – 6:36
11. Fist – 3:35 – traccia fantasma

## Formazione
Gruppo
- Chi Cheng – basso, voce
- Abe Cunningham – batteria
- Stephen Carpenter – chitarra, effetti sonori
- Chino Moreno – voce

Altri musicisti
- Frank Delgado – giradischi (traccia 2), campionatore (traccia 10)

Produzione
- Deftones – produzione (eccetto traccia 11)
- Terry Date – produzione (eccetto traccia 11), registrazione, missaggio
- Ross Robinson – produzione (traccia 11)
- Ulrich Wild – registrazione
- Tom Smurdy – assistenza al missaggio
- Ted Jensen – mastering
- Victor Bracke – fotografia copertina
- Rick Kosick – fotografia
- Julia Carroll – fotografia
- Kim Biggs – direzione artistica, grafica

## Classifiche
| Classifica (1996-2022)    | Posizione massima |
| ------------------------- | ----------------- |
| Grecia                    | 69                |
| Stati Uniti (catalog)     | 46                |
| Stati Uniti (heatseekers) | 23                |